# Channomuraena
A Channomuraena a sugarasúszójú halak (Actinopterygii) osztályának angolnaalakúak (Anguilliformes) rendjébe, ezen belül a murénafélék (Muraenidae) családjába és az Uropterygiinae alcsaládjába tartozó nem.

## Rendszerezésük
A nembe az alábbi 2 faj tartozik:
- Channomuraena bauchotae Saldanha & Quéro, 1994
- Channomuraena vittata (Richardson, 1845) - szinonimája: Channomuraena bennettii